# Maximiliana Maria von Bayern

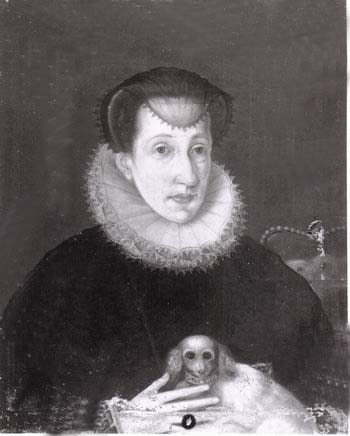
Prinzessin Maria Maximiliana von Bayern

Maria Maximiliana von Bayern (* 4. Juli 1552 in München; † 11. Juli 1614 ebenda) war eine Prinzessin von Bayern.

## Leben
Maria Maximiliana war die jüngste Tochter des Herzogs Albrecht V. von Bayern (1528–1579) aus dessen Ehe mit  Erzherzogin Anna von Österreich (1528–1590), zweiter Tochter von Kaiser Ferdinand I. Der Schwerpunkt der Ausbildung der Prinzessin lag im musikalischen Bereich; zu ihren Lehrern gehörte unter anderem der Organist Hans Schachinger der Jüngere. Besonders eng war Maria Maximiliana mit der Familie des Hofkapellmeisters Orlando di Lasso verbunden.
Maria Maximiliana blieb unverheiratet und lebte am Hof ihres Bruders Wilhelm V., der sie mit jährlich 6.000 Gulden versorgte, in München. Sie hatte zeit ihres Lebens sehr engen Kontakt mit ihrer Schwester Maria Anna, die als Gemahlin des Erzherzogs Karl in Graz lebte. Die Schwestern initiierten auch die Eheschließung ihrer Nichte Maria Anna mit dem nachmaligen Kaiser Ferdinand II. Pläne ganz zu ihrer Schwester zu ziehen verhinderte zunächst Maria Maximilianas Bruder, gewährte ihr aber doch den Wunsch 1595 und stattete sie dafür mit Geldmitteln aus, die bisher noch keine bayerische Prinzessin davor erhalten hatte. Sie lebte drei Jahre am Hof ihrer Schwester und entwickelte dabei ein besonders herzliches Verhältnis zu ihrem Neffen Ferdinand. Maria Maximiliana kehrte schließlich 1598 wieder nach München zurück. Ihr Bruder soll bemerkt haben, dass ein dauerhaftes Zusammenleben mit Maria Maximiliana auf Grund ihrer Eigentümlichkeiten unmöglich sei.
Als ihren Hofmaler beschäftigte Maria Maximiliana den Maler und Radierer Johann Weiner. Dem Kapuzinerkloster Altötting stiftete sie jeden Sonntag eine musikalische Litanei. Orlando di Lasso's Sohn Wilhelm di Lasso stiftete Maximiliana ein Epitaph in der Peterskirche. Maria Maximiliana ist in der Münchner Frauenkirche bestattet.